# 500 Millas de Indianápolis de 2000
La 84° edición de las 500 Millas de Indianápolis se disputó el domingo 28 de mayo del año 2000 en el Indianapolis Motor Speedway, y cuya prueba fue puntuable para el campeonato de la Indy Racing League, siendo parte del calendario de la temporada. Luego de cuatro años de un conflicto entre los organizadores de las 500 millas la división de la IRL con los organizadores de la serie CART, el equipo Chip Ganassi Racing, un equipo de la entonces serie CART, decidieron hacerse una competencia de la IRL y precisamente fue para competir en la Indy 500, que en ese entonces era sancionada por el rival de CART, la IRL. El equipo de Ganassi estuvo conformado por los pilotos Jimmy Vasser y Juan Pablo Montoya, recién campeón de la serie CART en 1999, que fue bien recibido por los aficionados y competidores, y estuvo rápidamente al día con las reglamentaciones y especificaciones habituales de la IRL. También hizo su retorno a la Indy el ex dos veces ganador Al Unser, Jr.
Durante las clasificaciones, el campeón defensor de IRL, Greg Ray se llevó la pole position. Sin embargo, el día de la carrera, el campeón vigente de la serie CART de ese entonces, el colombiano Juan Pablo Montoya dominó ampliamente la carrera. Montoya había lideró 167 vueltas, que lo condujo hacia la victoria, convirtiéndose en el primer ganador novato desde el británico Graham Hill en 1966.
La carrera del año 2000 fue la primera en presentar la entrada para su participación en la carrera a dos mujeres, Lyn St. James y Sarah Fisher. El inicio de la carrera se retrasó más de tres horas debido a la lluvia. La bandera verde cayó a las 2:10 p. m. hora del este (Hora de EE. UU.), y la carrera terminó poco después de las 5 p. m., siete minutos después de la bandera a cuadros, la lluvia volvió y apagó la celebración en podio de la victoria.
Las primeras 65 vueltas de carrera se corrieron bajo bandera verde, un nuevo récord Indy 500 en ese entonces. Montoya se convirtió en el cuarto ganador en completar la carrera en menos de tres horas, y a una velocidad promedio de 167,607 mph, que fue la más rápida Indy 500 desde 1991. La carrera del año 2000 sería única carrera de Montoya de Indy hasta el momento y su única participación para una carrera sancionada por la IRL. Un récord perfecto en la historia de 500 carreras Indy desde Ray Harroun, el primer piloto ganador de la prueba en 1911, y que luego este mismo se había retirado de la conducción.

## Calendario
| Calendario de la Carrera — abril del año 2000 | Calendario de la Carrera — abril del año 2000 | Calendario de la Carrera — abril del año 2000 | Calendario de la Carrera — abril del año 2000 | Calendario de la Carrera — abril del año 2000 | Calendario de la Carrera — abril del año 2000 | Calendario de la Carrera — abril del año 2000 |
| Domingo                                       | Lunes                                         | Martes                                        | Miércoles                                     | Jueves                                        | Viernes                                       | Sábado                                        |
| --------------------------------------------- | --------------------------------------------- | --------------------------------------------- | --------------------------------------------- | --------------------------------------------- | --------------------------------------------- | --------------------------------------------- |
| 2                                             | 3                                             | 4                                             | 5                                             | 6                                             | 7 PON                                         | 8 PON                                         |
| 9 PON/Test de entrenamientos                  | 10 PON/Test de entrenamientos                 | 11 PON/Test de entrenamientos                 | 12 PON/Test de entrenamientos                 | 13                                            | 14                                            | 15                                            |
| Calendario de la Carrera — Mayo del año 2000  |                                               |                                               |                                               |                                               |                                               |                                               |
| 7                                             | 8                                             | 9                                             | 10                                            | 11                                            | 12                                            | 13 Prácticas                                  |
| 14 Prácticas                                  | 15 Prácticas                                  | 16 Prácticas                                  | 17 Prácticas                                  | 18 Prácticas                                  | 19 Prácticas                                  | 20 Pole Day                                   |
| 21 Bump Day                                   | 22                                            | 23                                            | 24                                            | 25 Carb Day                                   | 26                                            | 27                                            |
| 28 Indy 500                                   | 29 Memorial Day                               | 30                                            | 31                                            |                                               |                                               |                                               |

| \| Color \| Notas \| \| ----------- \| ------------------------------------ \| \| Verde \| Prácticas \| \| Azul Oscuro \| Entrenamientos \| \| Gris \| Día de la carrera \| \| Rojo \| Aplazado \| \| Blanco \| No hay actividad de trabajo en pista \| * Incluye los días de actividad de pista se limitaba significativamente debido a la lluvia * PON — Siglas de Programa de Orientación para Novatos |                                      |
| Color | Notas                                |
| Verde | Prácticas                            |
| Azul Oscuro | Entrenamientos                       |
| Gris | Día de la carrera                    |
| Rojo | Aplazado                             |
| Blanco | No hay actividad de trabajo en pista |

| Color       | Notas                                |
| ----------- | ------------------------------------ |
| Verde       | Prácticas                            |
| Azul Oscuro | Entrenamientos                       |
| Gris        | Día de la carrera                    |
| Rojo        | Aplazado                             |
| Blanco      | No hay actividad de trabajo en pista |

## Clasificaciones

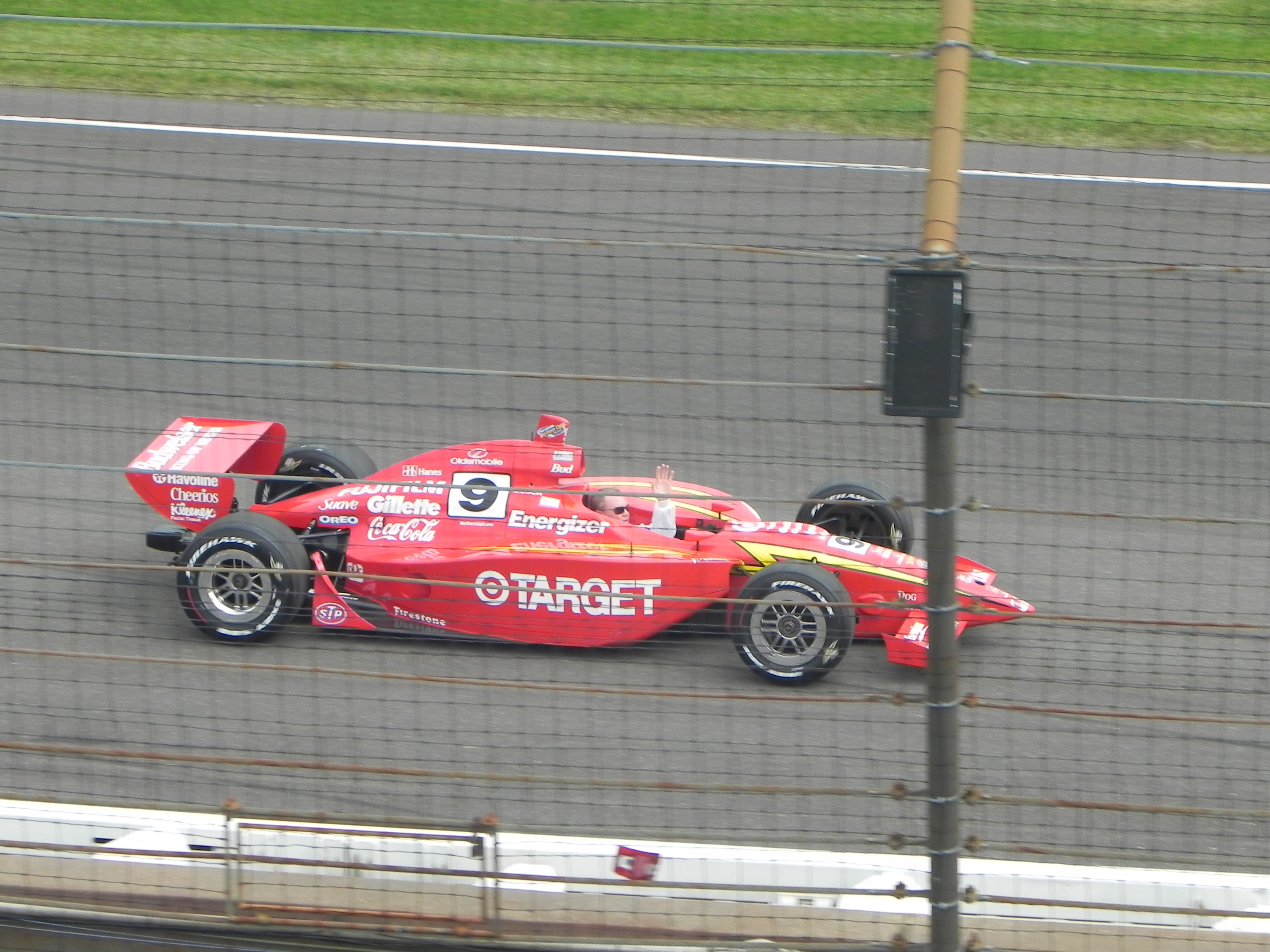
Coche ganador con el que el piloto colombiano Juan Pablo Montoya se adjudicó las 500 Millas de Indianápolis del año 2000.

El formato clasificatorio se lleva a cabo en dos sesiones una semana antes de la carrera, el cual inicia con las primeras tandas de entrenamientos 1 semana antes de las clasificaciones, dos sesiones especiales para los novatos que debutan en la competencia. Los pilotos inscritos que intentan clasificarse para la carrera llevan las sesiones el día 18 y 19 de mayo en lo que se llaman a estas dos sesiones como el Pole Day y el Bump Day, de los cuales el día sábado se divide la sesión clasificatoria para definir los 9 primeros, y una segunda sesión definiendo las posiciones 10 al 24, en las cuales todos los pilotos definen sus tiempos clasificatorios en 4 vueltas programadas para cada piloto, el cual computan un tiempo promedio que al final definirá la parrilla de salida, o las posiciones que se otorgarán para el segundo intento clasificatorio el día domingo del día del Bump Day, el cual definirá los últimas posiciones entre el 25 al 33 de los clasificados, de los cuales, los que tengan el peor tiempo no podrán hacerse al final de las sesiones ser partícipes en las primeras filas de carrera, o de la partida de la competencia.

### Pole Day(sábado 18 de mayo)

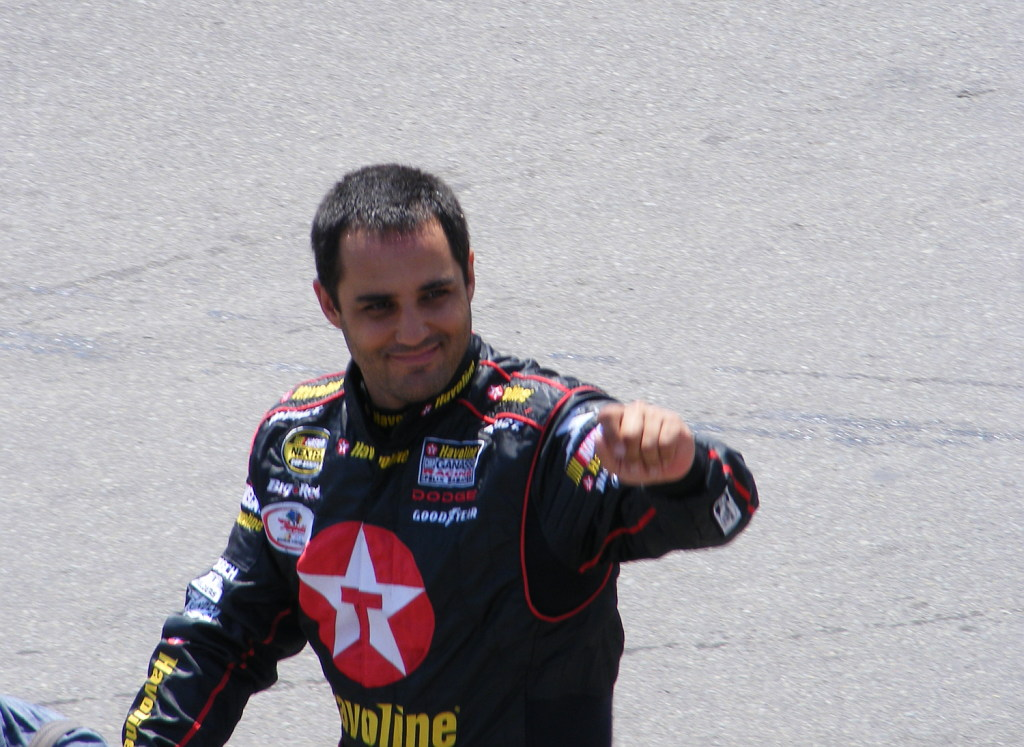
Campeón de las 500 Millas de Indianápolis del año 2000, Juan Pablo Montoya.

La clasificación para obtener la Pole comenzó a las 11 a. m. El clima era frío y nublado. Al Unser Jr. con una velocidad promedio de (220,293 mph), fue el primer coche en pista. Con un tiempo de 24:07, el piloto chileno Eliseo Salazar asumió la primera posición de manera provisional con una velocidad promedio de 223,231 mph. Salazar se mantuvo en la cima durante más de una hora, ya que la mayoría de los coches no intentaron salir a calificar, a la espera de mejores condiciones climáticas.
A la 1:19 p. m., Juan Pablo Montoya saltaría a la pista. Su velocidad promedio de 223,372 mph se hizo cargo de la pole provisional. Greg Ray sacó su coche fuera de la pista debido a unos problemas de manejo y el equipo Menard anunció que saldría más tarde. Jimmy Vasser fue el siguiente en salir a la pista, y con una velocidad promedio de 221,976 mph, no pudo colocarse frente a su compañero de escuadra de Gansssi en la primera fila.
Más tarde, las condiciones climáticas del día mejoraron ligeramente, y varios coches volvieron a la pista. En 3:49, Greg Ray terminó su carrera en con una velocidad promedio de 223,471 mph, y aseguró la pole position. La primera estuvo compuesta por Ray, Montoya y Salazar siendo separados del primer lugar solo 0,173 segundos, siendo el margen más cercano en la historia de la Indy. La primera fila estuvo formada de tal manera que el vigente campeón de IRL (Ray) y CART (Montoya) se alinearían en 1º y 2º lugar.
Con un total de 23 coches clasificados para competencia, Lyn St. James falló en su primer intento, al dar la vuelta con el coche impactó el muro en la parte posterior de la pista. También chocó la pared el veterano piloto japonés, Hideshi Matsuda. Ninguno de los pilotos resultó herido.
Sarah Fisher (con una velocidad de 220,237 mph) clasificaba 19°, convirtiéndose en la tercera mujer piloto en la historia de Indy.

### Bump Day(domingo 21 de mayo)
El último día de pruebas de clasificaciones se abrió con la otorgación de los 10 puntos restantes. el brasileño Raul Boesel fue el primer coche en pista, y con una velocidad promedio de 222,113 mph, sería el piloto más rápido de la tarde. Después de dos sesiones de clasificación el sábado, Billy Boat falló su primer intento el domingo. Él se vio obligado a buscar el coche de repuesto.
El pista estaba llena de 33 coches por a las 5:50 p. m.. Entre todos los pilotos que completaron los intentos fueron Jimmy Kite, Davey Hamilton, y novato popular de la ciudad de Indianápolis, Andy Hillenburg. Siendo propietario independiente y con un copropietario del equipo de Hillenburg que tenía una entrada parcial con el patrocinio de Sumar Special, también tuvo el gesto de permitirle para el aval de conducir su coche por otro excorredor coches, el cual le cedió para que fuera conducido por Pat O'Connor, que había ganó la pole position en la Indy 500 en 1957.
Billy Boat aseguró un auto de repuesto con el equipo de A.J. Foyt, pero el coche #41 (anteriormente conducido por Roberto José Guerrero que solo tuvo un intento) utilizó dicho cohe. Después de detenido tres veces por tratar de intentar un buen registro en pista que no fueron lo mejor posible y lo que le obligó alejarse del tiempo idóneo para calificar a la competencia, Boat dio primero dos vueltas que fueron justas. El coche se detuvo en la tercera vuelta, y su velocidad se redujo a no menos de 150 mph. En la última vuelta, intentó mejorar su tiempo e hizo una vuelta a 198 mph. Su promedio de las cuatro vueltas fue de 192,105 mph, por mucho, fue el coche más lento en pista, y lo que lo incluyó en la burbuja de los que posiblemente peligraría su entrada a la carrera.
Lyn St. James y el equipo Dick Simon Racing se reorganizaron tras el accidente del sábado, y se clasificó cómodamente, mientras que Boat chocaba faltando 25 minutos para el final de la sesión final. Con menos de un minuto para terminar el día, Billy Boat se metió en otro coche de repuesto del equipo Foyt, (el #11), un coche que no fue utilizado en toda la semana. Boat logró una velocidad media de 218,872 mph con la máquina no probada, finalizando su intento en pista cuando el tiempo expiraba.
Davy Jones intentó un regreso después de romperse el cuello en 1997, pero se estrelló.

### Parrilla de Salida
| Grilla | Adentro           | Centro                 | Afuera              |
| ------ | ----------------- | ---------------------- | ------------------- |
| 1      | Greg Ray          | Juan Pablo Montoya (N) | Eliseo Salazar      |
| 2      | Robby Gordon      | Scott Sharp            | Jeff Ward           |
| 3      | Jimmy Vasser      | Stan Wattles           | Robby Buhl          |
| 4      | Eddie Cheever (G) | Mark Dismore           | Robby McGehee       |
| 5      | Scott Goodyear    | Sam Hornish Jr. (N)    | Donnie Beechler     |
| 6      | Buddy Lazier (G)  | Jason Leffler (N)      | Al Unser Jr. (G)    |
| 7      | Sarah Fisher (N)  | Stephan Gregoire       | Airton Daré (N)     |
| 8      | Buzz Calkins      | Richie Hearn           | Raul Boesel         |
| 9      | Jimmy Kite        | Jaques Lazier (N)      | Steve Knapp         |
| 10     | Davey Hamilton    | Jeret Schroeder        | Johnny Unser        |
| 11     | Billy Boat        | Lyn St. James          | Andy Hillenburg (N) |

#### Pilotos Suplentes
- Primera alternativa: # 21  Dr. Jack Miller - Intento Fallido
- Segunda alternativa: # 17  Scott Harrington - Intento Fallido

#### No Calificaron
- # 40  Davy Jones - No calificó
- # 30  Robby Unser - No calificó
- # 48  Dan Drinan - No calificó/Intento Fallido
- # 41/20T  Roberto José Guerrero - No calificó/Intento Fallido
- # 43  Doug Didero - Intento Fallido (Se estrellaron)
- # 82  Memo Gidley - Intento Fallido (Se estrellaron)
- # 20  Hideshi Matsuda - (Se estrelló en prácticas y no participó de las clasificaciones)

## Resumen de la carrera

### Antes de la carrera y el retraso por la lluvia
El sábado 27 de mayo, un día antes de la 500 Millas de Indianápolis, Juan Pablo Montoya y Jimmy Vasser participaba de la prueba de la serie CART de la prueba Bosch Spark Plug Grand Prix en el Óvalo de Nazareth. La carrera estaba programada para el 11 de abril, pero la nieve pospuso la carrera hasta el sábado. Montoya terminó cuarto y Vasser séptimo.
Jason Leffler, que calificó 17 en la Indy, viajó a Charlotte el sábado para participar en la NASCAR Busch Series en el CARQUEST Auto Parts 300. Leffler finalizó 21º en Charlotte. También en esa misma pista, parte de la semana Robby Gordon hizo algunas prácticas en esa pista, que se preparaba para intentar correr la Indy 500 y la Coca-Cola 600 en doble faena competitiva. Gordon requería una posición de partida provisional en Charlotte, y se alinearía la posición 42° que el piloto de NASCAR P.J. Jones le preparó a la hora de clasificarse, ya que a eso estaba también preparado en caso de que Gordon en Charlotte no alcanzara a llegar a tiempo para la partida.
El día de la carrera, el domingo 28 de mayo por la mañana amaneció cálido y soleado, pero la lluvia fue el pronóstico principal. A las 10:07 a. m. la lluvia comenzó a caer, y el inicio de la carrera se retrasó. Después de tres breves períodos de lluvia, la lluvia se detuvo definitivamente aproximadamente a las 12:40, y comenzaron los esfuerzos por secar la pista. A las 2:01 p. m. hora del Este (hora de EE. UU.), Mari Hulman George dio la orden de encender los motores, y el pista se despejó para dar comienzo a la carrera.

### Primera mitad de carrera
En la salida, el hombre de la Pole, Greg Ray tomó la delantera. Juan Pablo Montoya se posicionó en el segundo lugar, y Robby Gordon en tercer lugar. A un ritmo rápido durante los primeras 20 vueltas Ray dominó la carrera, con un Montoya agresivo atravesando el tráfico, en un cercano segundo lugar.
En la vuelta 27, los cuatro líderes se fueron ancho a través del tráfico y Montoya tomó la delantera por primera vez. Unas vueltas más tarde, todos los líderes fueron a los pits para la primera ronda de paradas en los pits bajo bandera verde. En la vuelta 33 Montoya se quedó con la primera posición, y empezó a tomar un poco más de esfuerzo por mantener la punta. Su ventaja crecía en 11,9 segundos en la vuelta 34, y a más de 21 segundos en la vuelta 55.
Un ritmo vertiginoso durante los primeras 60 vueltas vio las banderas amarillas hizo que esos segundos de ventaja se redujeran hasta cero. La velocidad media en la vuelta 60 (de 150 millas), fue un récord histórico con unos 207,101 mph. Montoya mantuvo una ventaja de 30 segundos sobre el segundo clasificado Jimmy Vasser. En la vuelta 66, sin embargo, Greg Ray se quedó atrapado en atrapado en una ráfaga de viento, y su coche se movió bruscamente que hizo que chocara el muro externo. Al Unser Jr. tocó un pedazo de escombros, que hizo que dañara el radiador, lo que le costó su abandono. Era la primera bandera amarilla del día, estableciendo un nuevo récord era moderna Indy (de 66 vueltas) antes de la primera amarilla.
Montoya lideraba ahora, junto a Robby Gordon y Buddy Lazier. Tras la reanudación de la misma, sin embargo, Lyn St. James se estrelló contra la pared exterior de la curva 1. Sarah Fisher se involucró en el incidente, y también se estrelló.
A mitad de camino, Montoya todavía llevaba la delantera, Vasser ya era segundo, a 5 segundos por detrás.

### Segunda mitad de carrera
En la segunda mitad de carrera, Juan Pablo Montoya siguió dominando. Su compañero de equipo Jimmy Vasser, sin embargo, comenzó a retrasarse entre los diez primeros. Buddy Lazier y Jeff Ward estaban ahora entre los tres primeros, estando detrás de Montoya, al cual perseguían por la 1ª posición.
En la vuelta 143, Greg Ray regresó a la pista después de largas reparaciones. Su regreso no duró mucho, ya que golpeó la pared exterior de la segunda curva, cerca del mismo lugar donde se estrelló antes - y finalmente quedó fuera de la carrera. Ray se convirtió en el cuarto ganador de la pole (después de los pilotos Woodbury, Carter, y Guerrero) que acabaron la carrera en el último lugar debido a incidentes de carrera producto de un accidente.
La verde volvió a salir en la vuelta 150, con Montoya primero y Lazier de cerca en el segundo lugar. el Novato Sam Hornish Jr. se estrelló en la vuelta 158, pero la mayoría de los líderes no entraron a pits. El reinicio de carrera en la vuelta 162, Lazier buscó pelearle la punta de carrera por el liderato en la primera curva, pero Montoya no lo dejó pasar.

### Final de la carrera
Stan Wattles hizo ondear la bandera amarilla en la vuelta 174, producto de la rotura de motor. Montoya y Lazier entraron a pits, lo que permitió Jimmy Vasser a tomar la primera posición. La verde salió cuando restaban 23 vueltas para el final.
La ventaja de Vasser no duró mucho, ya que Montoya recuperó la punta de la carrera en la vuelta 180. Lazier alcanzó a Vasser y lo pasó u le arrebató el segundo lugar. Lazier puso sus miras en la punta de carrera. Lazier marcaba la vuelta rápida de la carrera (218,494 mph) en la vuelta 198, pero Montoya estaba demasiado lejos. Montoya se separaba aún más de Lazier ganando finalmente las 500 de Indianápolis en su primer (y única, hasta la 99.ª edición de las 500 millas de Indianápolis en el 2015) carrera en Indy, dejando un margen de 7,1839 segundos detrás del ganador de la Indy de 1996, Buddy Lazier.

## Resultados
Así terminó finalmente la competencia, estos fueron los resultados oficiales finales:
| Finaliza | Inicia | # del coche | Piloto                 | Velocidad de Clasificación | Posición | Chasís | Motor | Vueltas | Estado                       | Equipo/Entrada                    |
| -------- | ------ | ----------- | ---------------------- | -------------------------- | -------- | ------ | ----- | ------- | ---------------------------- | --------------------------------- |
| 1        | 2      | 9           | Juan Pablo Montoya (N) | 223.372                    | 2        | G      | O     | 200     | Completó la carrera          | Chip Ganassi Racing               |
| 2        | 16     | 91          | Buddy Lazier (G)       | 220.480                    | 19       | D      | O     | 200     | Completó la carrera          | Hemelgarn Racing                  |
| 3        | 3      | 11          | Eliseo Salazar         | 223.231                    | 3        | G      | O     | 200     | Completó la carrera          | A.J. Foyt Enterprises             |
| 4        | 6      | 14          | Jeff Ward              | 222.639                    | 6        | G      | O     | 200     | Completó la carrera          | A.J. Foyt Enterprises             |
| 5        | 10     | 51          | Eddie Cheever (G)      | 221.269                    | 11       | D      | I     | 200     | Completó la carrera          | Team Cheever                      |
| 6        | 4      | 32          | Robby Gordon           | 222.885                    | 4        | D      | O     | 200     | Completó la carrera          | Team Menard                       |
| 7        | 7      | 10          | Jimmy Vasser           | 221.974                    | 8        | G      | O     | 199     | Completó la carrera          | Chip Ganassi Racing               |
| 8        | 20     | 7           | Stéphane Grégoire      | 219.969                    | 24       | G      | O     | 199     | Completó la carrera          | Dick Simon Racing                 |
| 9        | 13     | 4           | Scott Goodyear         | 220.631                    | 16       | D      | O     | 199     | Completó la carrera          | Panther Racing                    |
| 10       | 5      | 8           | Scott Sharp            | 222.808                    | 5        | D      | O     | 198     | Completó la carrera          | Kelley Racing                     |
| 11       | 11     | 28          | Mark Dismore           | 220.968                    | 12       | D      | O     | 198     | Completó la carrera          | Kelley Racing                     |
| 12       | 15     | 98          | Donnie Beechler        | 220.483                    | 18       | D      | O     | 198     | Completó la carrera          | Cahill Racing                     |
| 13       | 26     | 33          | Jaques Lazier (N)      | 220.673                    | 14       | G      | O     | 198     | Completó la carrera          | Truscelli Racing Team             |
| 14       | 29     | 6           | Jeret Schroeder        | 219.322                    | 29       | D      | O     | 198     | Completó la carrera          | Tri-Star Motorsports              |
| 15       | 31     | 41          | Billy Boat             | 218.872                    | 31       | G      | O     | 198     | Completó la carrera          | A.J. Foyt Enterprises             |
| 16       | 24     | 55          | Raul Boesel            | 222.112                    | 7        | G      | O     | 197     | Completó la carrera          | Treadway-Vertex Cunningham Racing |
| 17       | 17     | 50          | Jason Leffler (N)      | 220.417                    | 20       | G      | O     | 197     | Completó la carrera          | Treadway Racing                   |
| 18       | 22     | 12          | Buzz Calkins           | 219.862                    | 27       | D      | O     | 194     | Completó la carrera          | Bradley Motorsports               |
| 19       | 27     | 23          | Steve Knapp            | 220.290                    | 22       | G      | I     | 193     | Completó la carrera          | Dreyer & Reinbold Racing          |
| 20       | 28     | 16          | Davey Hamilton         | 219.879                    | 26       | G      | I     | 188     | Completó la carrera          | TeamXtreme                        |
| 21       | 12     | 5           | Robby McGehee          | 220.660                    | 15       | G      | O     | 187     | Completó la carrera          | Treadway Racing                   |
| 22       | 30     | 22          | Johnny Unser           | 219.068                    | 30       | G      | O     | 186     | Completó la carrera          | Indy Regency Racing               |
| 23       | 8      | 92          | Stan Wattles           | 221.510                    | 9        | D      | O     | 172     | Fallo del Motor              | Hemelgarn Racing                  |
| 24       | 14     | 18          | Sam Hornish Jr. (N)    | 220.495                    | 17       | D      | O     | 153     | Accidente                    | PDM Racing                        |
| 25       | 21     | 88          | Airton Daré (N)        | 219.969                    | 25       | G      | O     | 126     | Fallo del Motor              | TeamXtreme                        |
| 26       | 9      | 24          | Robbie Buhl            | 221.357                    | 10       | G      | O     | 99      | Fallo del Motor              | Dreyer & Reinbold Racing          |
| 27       | 23     | 75          | Richie Hearn           | 219.815                    | 28       | D      | O     | 97      | Fallo Eléctrico              | Pagan Racing                      |
| 28       | 33     | 48          | Andy Hillenburg (N)    | 218.286                    | 33       | D      | O     | 91      | Barra de Cambios             | Fast Track Racing Enterprises     |
| 29       | 18     | 3           | Al Unser Jr. (G)       | 220.292                    | 21       | G      | O     | 89      | Sobrecalentamiento del motor | Galles Racing                     |
| 30       | 25     | 27          | Jimmy Kite             | 220.717                    | 13       | G      | O     | 74      | Fallo del Motor              | Blueprint Racing                  |
| 31       | 19     | 15          | Sarah Fisher (N)       | 220.237                    | 23       | D      | O     | 71      | Accidente                    | Walker Racing                     |
| 32       | 32     | 90          | Lyn St. James          | 218.826                    | 32       | G      | O     | 69      | Accidente                    | Dick Simon Racing                 |
| 33       | 1      | 1           | Greg Ray               | 223.471                    | 1        | D      | O     | 67      | Accidente                    | Team Menard                       |

### Nota
(G) = exganador de Indianápolis 500, (N) = Novato de las 500 millas de Indianápolis.
- C Chasis: D = Dallara, G = G-Force
- M Motor: I = Infiniti, O = Oldsmobile

Todos los participantes utilizan F neumáticos Firestone.

| Líderes de Carrera | Líderes de Carrera |
| Vueltas            | Líder              |
| ------------------ | ------------------ |
| 1 - 26             | Greg Ray           |
| 27 - 29            | Juan Pablo Montoya |
| 30                 | Jimmy Vasser       |
| 31 - 32            | Robby McGehee      |
| 33 - 175           | Juan Pablo Montoya |
| 176 - 179          | Jimmy Vasser       |
| 180 - 200          | Juan Pablo Montoya |

| Número Total de vueltas Lideradas | Número Total de vueltas Lideradas |
| Vueltas                           | Líder                             |
| --------------------------------- | --------------------------------- |
| 167                               | Juan Pablo Montoya                |
| 26                                | Greg Ray                          |
| 5                                 | Jimmy Vasser                      |
| 2                                 | Robby McGehee                     |

| Banderas de Precaución: 7 de 39 vueltas | Banderas de Precaución: 7 de 39 vueltas                |
| Vueltas                                 | Motivo de la precaución                                |
| --------------------------------------- | ------------------------------------------------------ |
| 66 - 70                                 | Ray Choque en la curva 2                               |
| 74 - 84                                 | St. James, Fisher Choque en la curva 1                 |
| 99 - 102                                | escombros por rotura de motor del piloto (Robbie Buhl) |
| 127 - 130                               | Derrame de Aceite del coche de (Airton Daré)           |
| 144 - 150                               | Ray Choque en la curva 2                               |
| 158 - 161                               | Hornish Choque en la curva 2                           |
| 174 - 177                               | Derrame de Aceite del coche de (Stan Wattles)          |

## Datos informativos de la competencia

### Legado
Después de la Temporada 2000 de la CART World Championship Series, Juan Pablo Montoya firmó con el equipo Williams. Años más tarde, Montoya regresó a competir en los EE. UU. en la NASCAR Sprint Cup Series, en 2013. Volvió a competir desde 2014 hasta 2017 en la indy 500  quedando 5, 33 y 6 en 2014, 2016 y 2017 respectivamente y ganando en la edición de 2015
La Indy 500 del año 2000 marcó un punto de inflexión en trazado, especialmente en el período de la ruptura entre los entes sancionadores de IRL y la CART. Si bien, en ese entonces, ninguno de los dos organismos estaba dispuesto a hacer concesiones hacia una unificación o compra, se hizo evidente que los patrocinadores de la CART series deseaban tener sus equipos participando en las 500 Millas de Indianápolis para poder beneficiarse mejor. con la llegada de Ganassi, y la posterior dominación del evento llevó otros equipos de la serie CART a seguir su ejemplo. Los siguientes años se adicionaron a la misma iniciativa como Penske y el Team KOOL Green de regresar a Indianápolis. En el 2004, casi todos los grandes equipos de la serie CART/Champ Car habían logrado entradas parciales por separado en la Indy, o habían desertado por completo para unirse a la Indy Racing League. A pesar de estas medidas, una unificación formal no tendría lugar hasta el 2008.
El equipo de la serie CART, Walker Racing también trasteó su equipo a esa serie para poder entrar a la carrera, pero recibió poca publicidad para hacerlo. La atención de Walker se centró entonces en su conductor, la novato Sarah Fisher, que se había convertido en una figura popular en la IRL en los años venideros.

### Estadísticas
- Juan Pablo Montoya ganó la carrera desde la segunda posición de salida. Era la primera vez que un piloto había ganado desde el centro de la primera fila en mucho tiempo, ya que el último en lograrlo fue Mario Andretti, quien lo había hecho en 1969. A partir de 1911 hasta 1969, la segunda posición inicial, estadísticamente había producido la mayoría de los ganadores de la carrera (10 en total), incluso más que la posición de privilegio (que solo había producido solo 7 ganadores en ese momento), un reflejo de esto es la maldición Andretti. Montoya rompió una racha perdida de 30 años en la que el ganador de la carrera salía en segunda posición de salida, entre ellos y que durante muchos años, el segundo lugar de la parrilla de salida no pudo siquiera terminar la carrera. A partir de 2011, la segunda posición de partida no ha vuelto producir ningún ganador de la carrera.

- El segundo clasificado, Buddy Lazier (ganador de 1996) fue el único coche que hacia el final de la carrera estuvo a una corta distancia de Montoya, pero una combinación de una estrategia de pits más lenta le impidió arrebatarle la victoria[6][2] así y como el producto de las dificultades del tráfico de carrera tuvo que lidiar Lazier,[2] frustrándole cualquier posibilidad de victoria. Fue el segundo puesto de lazier en tres años, y la quinta final consecutiva superior a 7 segundos detrás del líder. Buddy Lazier, sin embargo, volvería a ganar el campeonato de la IRL en el año 2000.

- Greg Ray (con 67 vueltas en carrera) redujo a solo siete vueltas cortas de romper el récord de Bill Homeier el registro de 74 vueltas para el último clasificado.

- La compañía de neumáticos G Goodyear anunciaba que en octubre de 1999 abandonaba la competición de manera indefinida, la marca perdió en circuito una de sus instalaciones en el 2000. El dirigible Goodyear había sobrevolado la Indy 500 en la mayoría de los años entre 1925 y 1999, pero estuvo ausente en 2000, por lo que fue la primera vez en décadas.

## Resultado Final
| Piloto Ganador     | Equipo Ganador      | Motor/Chasís         | Promedio de Velocidad de competencia | Pole Position | Piloto destacado (Novato de la carrera destacado) | Mayor Número de vueltas registradas como Líder |
| ------------------ | ------------------- | -------------------- | ------------------------------------ | ------------- | ------------------------------------------------- | ---------------------------------------------- |
| Juan Pablo Montoya | Chip Ganassi Racing | Oldsmobile - G-Force | 269,737 km/h (167,607 mph)           | Greg Ray      | Juan Pablo Montoya                                | Juan Pablo Montoya (167/200) vueltas           |